# Cercobrachys serpentis
Cercobrachys serpentis är en dagsländeart som beskrevs av Tomáš Soldán 1986. Cercobrachys serpentis ingår i släktet Cercobrachys och familjen slamdagsländor. Inga underarter finns listade i Catalogue of Life.